# 효자 김충열 정려
효자 김충열 정려(孝子 金忠烈 旌閭)는 세종특별시 소정면 고등리에 있는 정려이다. 2014년 9월 30일  세종특별자치시의 향토문화유산 제19호로 지정되었다.

## 개요
효자 김충열 정려(孝子 金忠烈 旌閭)는 조선시대 효자 김충열(金忠烈, 1585~1668)의 효행(孝行)을 세상에 널리 알려 칭찬하고 기억하기 위해 나라에서 하사한 명정(銘旌)을 현판(懸板)으로 걸어놓은 정문(旌門)이다.
김충열은 예의가 바르고 효심이 깊었다고 한다. 그에게는 두 살 어린 동생이 있었는데 이들 형제의 효행에 대해 많은 일화가 전해지고 있다. 그의 나이 10세에 아버지가 병에 들자 동생과 함께 지극정성으로 간호하고 아버지가 좋아하시는 개고기를 구하기 위해 30리 밖에 있는 마을까지 찾아가 얻어오는 길에 호랑이를 만났으나 형제의 효심에 감복(感服)하여 길을 내 주었다고 한다. 한겨울에 잉어를 찾으시는 아버지를 위해 꽁꽁 언 강으로 나가 기도를 올리니 얼음이 깨져 잉어를 잡아온 일도 있었다. 남아계신 할머니와 어머니를 극진히 모시다가 돌아가시자 3년간 묘 옆에 움막을 짓고 살면서 곁을 지켰는데 아버지가 돌아가실 때는 이 같이 하지 못한 것을 늘 안타까워하다가 아버지가 돌아가신지 60년이 되는 해인 1654년(효종 5) 그의 나이 70세에 다시 상복을 입고 아버지의 묘 옆에서 움막살이를 하였다.
김충열의 효행에 대해 고을 주민들과 지역의 유림(儒林)들이 글을 올려 1665년(현종 6) 그가 살아있을 때 명정을 받고 정문이 세워졌으며, 내부에는 김충열의 현판과 1701년에 세워진 정려비(旌閭碑)가 있다.